# Kamilianki
Kamilianki, Zgromadzenie Córek świętego Kamila, Córki świętego Kamila – żeńskie zgromadzenie zakonne będące odpowiednikiem męskiego zakonu Kamilianów. Zgromadzenie zostało założone przez bł. Alojzego Tezza i bł. Józefinę Vannini 2 lutego 1892, a zatwierdzone przez papieża Piusa XI w 1931 roku.
Siostry Córki Świętego Kamila spełniają swoją misję poprzez dawanie świadectwa o miłości Chrystusa miłosiernego ludziom chorym, poprzez posługę cielesną i duchową, wykonywaną także z narażeniem życia, do czego zobowiązują się specjalnym ślubem. Kamilianki noszą czarny habit, przepasany paskiem z tego samego materiału, przy pasku umocowany różaniec z medalikiem św. Kamila, na habicie naszyty czerwony krzyż.

## Kamilianki w Polsce
Kamilianki prowadzą jedyny w Polsce Dom Opieki dla starszych pań oraz wolontariat dla młodzieży i dorosłych.